# Leucanthemella
Leucanthemella là một chi thực vật có hoa trong họ Cúc (Asteraceae).

## Loài
Chi Leucanthemella gồm các loài: